# پارس (سرزمین)

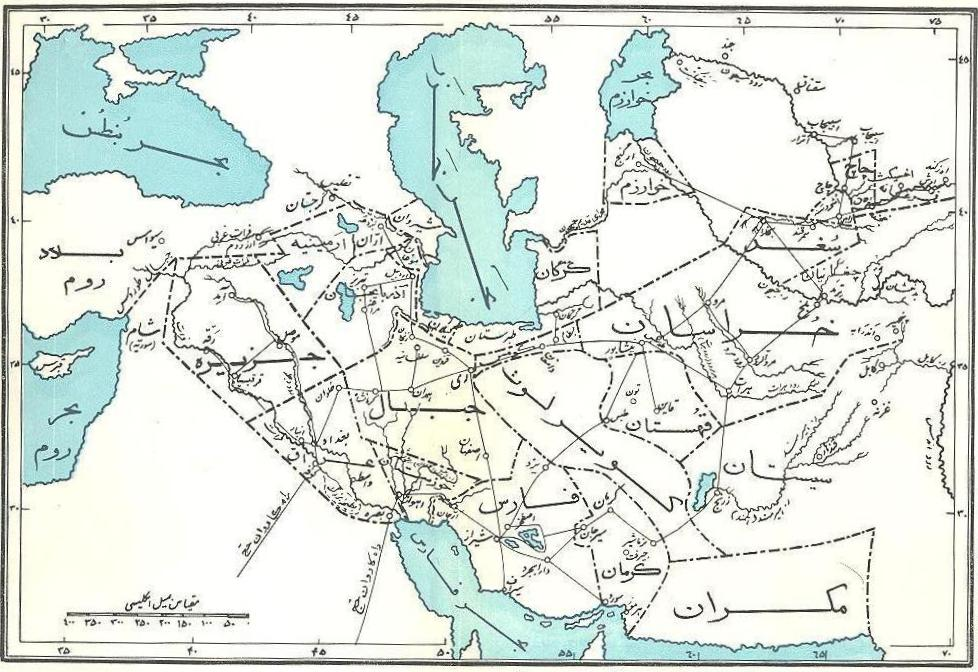
موقعیت فارس در نقشه ایران در عصر خلفای عباسی برگرفته از کتاب جغرافیای تاریخی سرزمین‌های خلافت شرقی

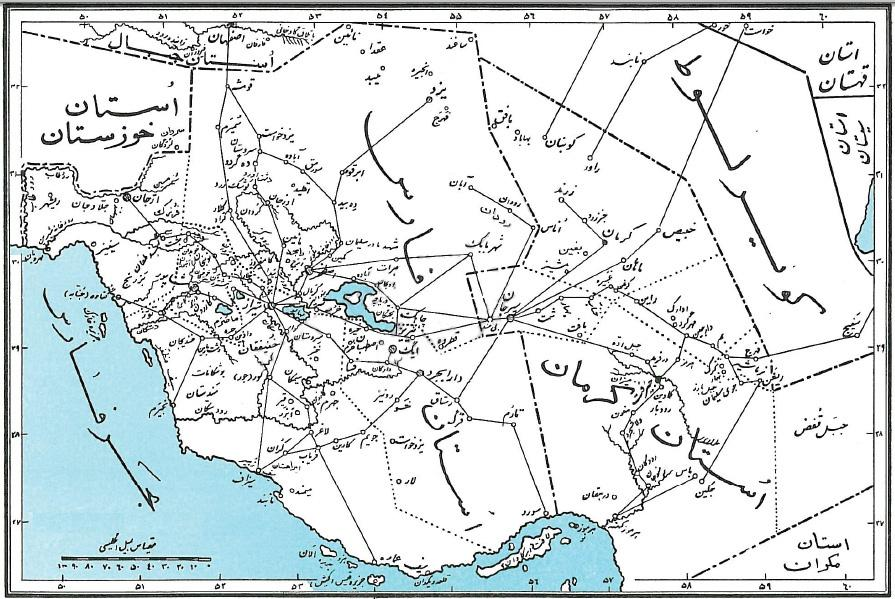
موقعیت فارس در ساحل خلیج فارس در عصر خلفای عباسی برگرفته از کتاب جغرافیای تاریخی سرزمین‌های خلافت شرقی

سرزمین پارس کهن (به پارسی باستان: پارسه 𐎱𐎠𐎼𐎿 (Pārsa)) ناحیه جنوبی ایران منتهی به خلیج فارس که اشتراکات تاریخی، اقلیمی، فرهنگی و به‌خصوص گویشی دارند و شامل استان‌های فارس، بخشی از خوزستان، بخشی از اصفهان، بحشی از یزد، بوشهر، کهگیلویه و بویراحمد، بخشی از استان هرمزگان و استان چهار محال و بختیاری می‌باشد که آن را خاستگاه و میراث‌دار پارسی میانه (پهلوی) می‌دانند. که تا امروزه نیز به‌خصوص از جهت فرهنگی و زبانی از تشخص و تمایز برخوردار است.
در حدود سال ۵۵۸ پیش از میلاد کوروش بزرگ (کوروش دوم) در انشان/انزان پارس به دنیا آمد و پس از آن شاهنشاهی پارس را در پاسارگاد (سعادت شهر) شمال استان پارس بنیاد نهاد و پس از آن پایتخت هخامنشیان را از شوش به پاسارگاد جابجا کرد.

## اشتراکات فرهنگی زبانی
از مهم‌ترین اشتراکات منطقه فارس زبان و گویش است. این منطقه خاستگاه زبان پهلوی بوده و علاوه بر آن تا به امروز نیز اشکال گویش قدیم پهلوی در آن بجا مانده‌است. گویش‌های پهلوی گویش‌هایی هستند که پهلوی‌اند و هنوز حالت پارسی میانه را در خود حفظ کرده‌اند. مهم‌ترین ویژگی آن‌ها داشتن حالت کنایی و اسپلیت ارگاتیو است و مانند صرف فعل پهلوی ساسانی هنوز شناسه‌های صرفی پیش از فعل قرار می‌گیرند. بجز این مورد تفاوت خاص دیگری با فارسی ندارند. این گویش‌ها در استان فارس، منطقهٔ منطقه دشتی در بوشهر و بهبهان در خوزستان و روستاهای معدودی در کهگیلویه بویر احمد و استان هرمزگان به جز شرق استان که زبان بلوچی کاربرد دارد رایج است. زبان شیرازی قدیم که حافظ و سعدی به آن شعرهایی دارند نیز به گونه‌ای از همین گویش است که مانند زبان فارسی باقیماندهٔ زبان پهلوی جنوبی می‌باشد.

## جغرافیای تاریخی پارس
پارس قدیم یا ایالت پارس از جهت تاریخ سیاسی در دوره ساسانی و اوایل دوره اسلامی یک ایالت بوده و شامل استان‌های فارس کنونی، بوشهر، استان هرمزگان، استان کهگیلویه و بویراحمد و حتی استان یزد و شهرستان بهبهان از استان خوزستان بوده‌است. ابن حوقل حدود این ایالت را از مشرق به کرمان، از مغرب به خوزستان و از شمال به بیابان منتهی به خراسان و قسمتی از اصفهان و از جنوب همجوار خلیج فارس دانسته‌است. منطقه پارس تا قرن اخیر نیز در تقسیم‌بندی سیاسی با تفاوتهایی نسبت به گذشته ایالتی یکپارچه محسوب می‌شد.

### تقسیمات پارس
ایالت پارس از دورهٔ قبل از اسلام به پنج خوره (کوره) تقسیم شده‌بود (برای کوره معانی مختلفی ذکر شده از جمله روشنایی، شهر، ولایت و استان). این پنج کوره که در دوره بعد از اسلام نیز برقرار بودند، عبارتند از:
- کورهٔ اصطخر که پایتخت آن استخر بود و تخت جمشید در آن قرار داشت.
- کورهٔ دارابگرد که مرکز آن شهر دارابگرد بود.
- کورهٔ اردشیر یا اردشیرخوره که پایتخت آن شهر جور (فیروزآباد فعلی) بود.
- کورهٔ شاپور یا شاپورخوره که پایتخت آن شهر شاپور یا بیشابور (۱۸ کیلومتری کازرون فعلی) نام داشت.
- کورهٔ قباد یا قبادخوره که پایتخت آن شهر ارگان یا ارجان (در نزدیکی بهبهان کنونی) بود.[۷]

از شهرهای مهم اسنتم پارس استخر، بیشاپور، گور، دارابگرد، فسا، جهرم، خفر، سیمکان، ارجان، کثه، جنابه، مهرویان، غندجان، توج، نوبندجان، بیضا، سیراف، یزدخواست، جویم، ایج، نجیرم، ریشهر، سینیز، قطرویه، نای‌ذی، تموکن، مشکان، پیشیاوادا و لیان را می‌توان نام برد.